# Время не ждёт (телесериал)
«Теперь в любой день» (англ. Any Day Now) — американский драматический телесериал с Энни Поттс и Лоррейн Туссен в главных ролях, который транслировался на канале Lifetime с 18 августа 1998 года по 10 марта 2002 года.
В центре сюжета находились две женщины: белая Мэри Элизабет Симс (Энни Поттс) и афроамериканка Рене Джексон (Лоррейн Туссен), которые были подругами в 1960-х годах, во время пика движения за гражданские права, но из-за ссоры не общались два десятилетия, вплоть до момента смерти отца Рене, известного адвоката и правозащитника. Рене стала успешным адвокатом, а Мэри Элизабет из-за беременности пришлось уйти из колледжа, став обычной домохозяйкой. Спустя годы бывшие подруги вновь оказываются вместе и помогают друг другу устроить жизнь. Каждый эпизод содержал сцены как из настоящего, так и из прошлого двух героинь.
«Теперь в любой день» стал первым оригинальным драматическим сериалом кабельного канала Lifetime и на момент старта привлек внимание критиков благодаря оригинальной концепции и положительного изображения жизни афро-американцев. Сериал также часто сравнивался с похожими драмами «Сёстры» и «Я улечу», и по аналогии с ними не мог привлечь широкую аудиторию. Los Angeles Times в 2001 году и вовсе назвал шоу самой смелой еженедельной драмой, а работу ведущих актрис достойной «Эмми». Тем не менее сериал выдвигался на «Эмми» лишь однажды, в категории за лучшие костюмы в 2000 году, однако Энни Поттс неоднократно номинировалась на премию Гильдии актёров США за лучшую женскую роль в драматическом сериале.